# Chaise de Saint-Ronan
 (mars 2018).
La Chaise de Saint Ronan (en breton : Bag Sant Ronan), ou Jument de pierre, est un rocher en granite de treize mètres de circonférence, situé au pied du Menez Lokorn, à Locronan, dans le département du Finistère, en Bretagne.

## Situation
La Jument de pierre se trouve sur la commune de Locronan, au pied du Menez Lokorn. Cette colline boisée, dominant la baie de Douarnenez de ses 285 mètres, fait partie des sites classés en 2007 pour son intérêt pittoresque, légendaire et historique. Le bloc de pierre est situé sur le flanc de la colline, à environ 1,5 kilomètre du bourg de Locronan. Aucune signalétique n'indique son emplacement.
L’accès se fait par un sentier situé sur une propriété privée et envahi par la végétation.

## Historique
Le rocher aurait fait partie d’un ensemble de trois blocs formant un symbole phallique, dont les deux autres auraient été exploités comme matériau de construction.
Bien que le clergé se soit efforcé de mettre fin à cette pratique, la pierre est toujours intégrée au parcours de la Troménie de Locronan qui a lieu tous les six ans. Le sentier d'accès, privé, est dégagé pour l'occasion.
Ont été trouvés aux alentours une statuette de pierre figurant Vénus nue et un fétiche de bronze représentant un dieu Pan.

## Description
Le rocher est un énorme bloc de granite de 13 mètres de pourtour et d’1,5 mètre de hauteur.

## Légendes
Un des récits rapporte que cette pierre aurait servi d'embarcation à Saint Ronan, venu d'Irlande jusqu'en Armorique. Le rocher sur lequel il avait traversé les flots et qu'il appelait sa "Jument de pierre" se coucha sur le sol. Selon la légende, il s’agirait du vestige du bateau de Saint Ronan, à bord duquel il serait venu d’Irlande pour évangéliser l’Armorique. Lui-même l’aurait nommée la « Jument de pierre » (en breton ar gazeg ven). La Jument de pierre est son appellation la plus courante.
Elle est aussi appelée Chaise de Saint Ronan : le saint aurait pris l'habitude de s'y asseoir et de contempler la baie de Douarnenez qui s'étendait à ses pieds. Il s’y asseyait pour contempler la baie de Douarnenez, ce qui lui aurait donné son nom actuel. Le rocher aurait depuis gardé l'empreinte de son séant.
La légende lui accorde le pouvoir de combattre la stérilité et d'assurer la descendance des femmes qui viennent s'y asseoir, s'y allonger, et s'y frotter le ventre. Le rocher fut longtemps associé à des rituels de fertilité très antérieurs au christianisme. Les femmes qui ne parvenaient pas à concevoir un enfant s’y asseyaient dans l’espoir de remédier à leur infécondité.